# Jean-Guillaume Moitte

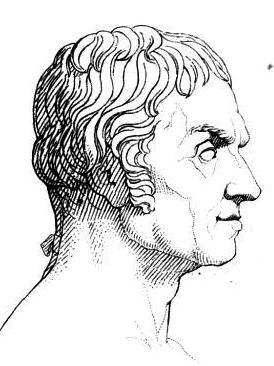
Jean-Guillaume Moitte.

Jean-Guillaume Moitte, född den 11 november 1747 i Paris, död där den 2 maj 1810, var en fransk bildhuggare. 
Moitte hade till lärare utom sin far, Pierre Étienne Moitte (kopparstickare i Paris, död 1780), Pigalle och Lemoyne samt vann 1768 romerska priset och blev 1783 ledamot av akademien. Då 1794 en tävlan utlystes för en stod över Rousseau, vann Moitte priset, men den blev aldrig utförd. Han blev emellertid professor vid konstskolan på grund av sin seger i tävlingen. Moitte representerade en under hans tid som det högsta ansedd, renad, men också kall klassicitet, som ej var fri från manér.